# Queso rumi
El queso Rumi (Árabe Egipcio: جبنه رومى gebna rūmi [ˈɡebnæ ˈɾuːmi],   también conocido como gebna torki [ˈtoɾki] en Alejandría) es uno de los principales tipos de queso en Egipto. Tiene un olor acre y diferentes grados de salinidad, según la edad.

## Descripción
Rumi se deriva del queso griego kefalotyri. Es el queso duro principal en Egipto. Pertenece a la misma familia que Pecorino Romano y Manchego. El queso Rumi está hecho con leche de vaca o búfalo con una mezcla de leche de vaca y búfalo. No se utiliza ningún cultivo iniciador. La leche es natural, con crema completa. Se pueden agregar granos de pimienta. Después de 3 a 4 meses, el queso desarrolla una textura abierta y un sabor fuerte y picante. Rumi está disponible en discos de 10 kilogramos (22 lb) o en rebanadas con peso variable en el envasado al vacío. Hay 100 calorías en una porción de onza, con aproximadamente 28% de grasa saturada.

## Productos relacionados
Se ha informado que la adición de niveles bajos de PGE o lipasas de R. miehei o R. pusillus mejora el sabor de los quesos Ras [aclaración necesaria] y Domiati. En 1985, se elaboró un queso Ras experimental utilizando cantidades iguales de leche de vaca y búfalo, con la adición o del 20% al 30% de leche de soja. El contenido de grasa fue más bajo que el queso natural y el sabor se vio afectado levemente, pero se dijo que el resultado tenía "propiedades sensoriales satisfactorias". Aunque el queso fermentado se fabrica tradicionalmente con queso Areesh, los productos comerciales similares al queso Mish pueden Hechas con quesos ras y domiati.